# André Chambas
André Chambas – francuski kierowca wyścigowy.

## Kariera
W wyścigach samochodowych Chambas startował głównie w wyścigach zaliczanych do klasyfikacji Mistrzostw Świata Samochodów Sportowych. W latach 1949-1953 Francuz pojawiał się w stawce 24-godzinnego wyścigu Le Mans. W pierwszym sezonie startów uplasował się na piątej pozycji w klasie S 5.0, a w klasyfikacji generalnej był dwudziesty. trzy lata później odniósł zwycięstwo w klasie S S/C.